# Kurt Gerron – Gefangen im Paradies
Kurt Gerron – Gefangen im Paradies über den Schauspieler und Regisseur der 1920er- und frühen 1930er-Jahre ist ein oscarnominierter Dokumentarfilm von Malcolm Clarke und Stuart Sender aus dem Jahr 2002. In Deutschland lief der Film erstmals am 14. März 2004 im Fernsehen. 

## Inhalt
Der Film folgt dem Leben von Kurt Gerron von einem bekannten Kabarettisten und Schauspieler der 1920er- und frühen 1930er-Jahre hin zum inhaftierten und dazu gezwungenen Regisseur des nicht mehr in die Kinos gelangten NS-Propagandafilms über das deutsche Konzentrationslager (Getto) Theresienstadt.
Gerron findet in den 1920er-Jahren schnell Anschluss an die Kabarettszene und wird bald durch die Filmemacher entdeckt. Sie besetzen ihn häufig als Schurken und Kriminellen, wobei sein Durchbruch mit seiner Rolle als Zauberkünstler an der Seite von Marlene Dietrich in Der blaue Engel und im Theater als Darsteller des Macheath (sic!) in Bertolt Brechts Dreigroschenoper kommt. 
Nach 1933 emigriert Gerron zunächst nach Paris, kann in der dortigen Filmlandschaft jedoch kaum Fuß fassen und geht schließlich in die Niederlande, wo er als Regisseur Erfolge feiert. Angebote von in die USA geflüchteten ehemaligen Kollegen wie Peter Lorre und Josef von Sternberg, zu emigrieren, schlägt er aus – mal ist er zu sehr in aktuelle Projekte eingespannt, mal weigert er sich, anders als in der ersten Klasse zu reisen.
Nach zwei Jahren Kabarett in Scheveningen tritt Gerron in der damals Joodsche Schouwburg genannten Hollandschen Schouwburg auf und wird schließlich in das deutsche KZ Westerbork und von dort in das KZ Theresienstadt deportiert. Hier gründet er sein Kabarett Karussell und übernimmt trotz schwerer Bedenken es, einen Propagandafilm über das Lager unter Kontrolle der Nazis zu drehen. Während Gerrons Engagement für den Film Theresienstadt sogar die Erwartungen der Auftraggeber übertrifft, wird Gerron bei Teilen der Lagergefangenen zur Unperson. Gerron wird schließlich nach Beendigung des Films im Oktober 1944 im letzten Transport von Theresienstadt in das KZ Auschwitz-Birkenau deportiert und dort sofort nach der Ankunft ermordet.

## Rezeption
Der Film über ihn wurde gemischt aufgenommen. Die New York Times nannte die ersten Minuten des Films, in denen der Plan und Inhalt des Propagandafilms Theresienstadt vorgestellt wird, einen „überwältigenden Fall“ einer „gewaltigen Geschichte von Täuschung und Tod“. Die Darstellung des Lebens Kurt Gerrons erfülle im Hinblick auf den Anfang des Films die Erwartungen weniger („doesn’t quite hold up“). Die eigentliche Frage, für welchen Preis ein Mann seine Seele verkaufe, werde nicht beantwortet. Der Film setze kein bewusstes Ende, sondern werde eher planlos beendet, was ein Indiz dafür sei, dass die Filmemacher der durchaus einschüchternden Thematik nicht gerecht werden konnten.
Die Gesellschaft für Exilforschung kritisierte den Film, der keine neuen Erkenntnisse zu Gerron bringe und stattdessen mit „geschickten und sensationsheischenden Filmtricks“ arbeite, um Lücken in Gerrons Biografie zu schließen. Die Zeit zwischen 1920 und 1933 werde nur kurz präsentiert, die Darstellung der Exilzeit sei „wirklich enttäuschend“, unter anderem da bekannte Fakten ignoriert werden und dem Zuschauer stattdessen „zweifelhafte Zeitzeugenaussagen“ präsentiert werden. Zahlreiche inhaltliche Fehler (Gerron spielte in der Dreigroschenoper „Tiger“ Brown und nicht Macheath) und „tollkühne Behauptung[en]“ der Filmemacher würden deutlich machen, dass der Film „nicht mehr ist als ein kommerzielles Produkt, mit dem man unwissende Zuschauer beeindrucken will.“

## Auszeichnungen
Kurt Gerron – Gefangen im Paradies wurde 2003 für einen Oscar in der Kategorie „Bester Dokumentarfilm (Langform)“ nominiert, konnte sich jedoch nicht gegen Bowling for Columbine durchsetzen.
Im Jahr 2003 erhielt Malcolm Clarke den DGC Team Award der Directors Guild of Canada für „Outstanding Achievement in a Documentary“.